# Stephen Fry
Sir Stephen John Fry (ur. 24 sierpnia 1957 w Londynie) – brytyjski aktor i komik, pisarz i reżyser. Znany m.in. z roli Melchetta w serialu Czarna Żmija, Mycrofta Holmesa w filmie Sherlock Holmes: Gra cieni oraz władcy Esgaroth w filmach: Hobbit: Pustkowie Smauga i Hobbit: Bitwa Pięciu Armii.

## Życiorys
Pochodzi z rodziny o mieszanych korzeniach. ze strony ojca jego rodzina wywodzi się z hrabstw Kent i Cheshire, a dziadkowie ze strony matki byli węgierskimi Żydami z Šurany. Ma starszego brata, Rogera, oraz młodszą siostrę – Joannę.
Jako nastolatek przebywał trzy miesiące w zakładzie karnym za posługiwanie się skradzioną kartą kredytową. W 1981 skończył anglistykę w Queens’ College na Uniwersytecie Cambridge , gdzie poznał późniejszego współpracownika, Hugh Lauriego. Razem byli członkami Cambridge Footlights, jednego z najbardziej znanych brytyjskich teatrów studenckich, w którym stawiali pierwsze kroki na scenie.
Pierwszą dużą rolę telewizyjną zagrał w serialu Czarna Żmija. Po zakończeniu serialu razem z Laurie’em rozpoczął występy komediowe w autorskim programie A Bit of Fry and Laurie, który był wysoko oceniany przez krytyków i doczekał się łącznie czterech serii. Równocześnie grał z Laurie’em w serialu kostiumowym Jeeves and Wooster.
Od połowy lat 90. skupił się na pracy w filmie. Zagrał m.in. w filmach: Przyjaciele Petera, Wilde. Historia pisarza, Spice World, Adwokat, Odkrycie nieba, Rozwód po francusku, Gosford Park, Autostopem przez galaktykę, V jak vendetta i Treasure. W 2003 premierę miał jego w pełni autorski film – Bright Young Things.
Z czasem powrócił do telewizji, m.in. grając główną rolę w sitcomie Władza absolutna i prowadząc program rozrywkowy w konwencji teleturnieju z udziałem gwiazd QI. W latach 2000–2006 był stałym prowadzącym rozdania nagród filmowych BAFTA.
Jest felietonistą w czasopismach, poza tym opublikował cztery powieści i autobiografię pt. Moab Is My Washpot.
Zajmuje się działalnością polityczną i dobroczynną. Przez wiele lat wspierał Partię Pracy, poza tym współpracował z księciem Karolem w jego organizacji charytatywnej Prince’s Trust. Był jednym z gości zaproszonych na prywatne przyjęcie weselne księcia po jego ślubie z Camillą Parker Bowles. Był także świadkiem na ślubie Rowana Atkinsona oraz ojcem chrzestnym wszystkich trojga dzieci Hugh Lauriego. W 2007 Kancelaria Premiera Wielkiej Brytanii opublikowała na swojej stronie internetowej plik audio z rozmową na temat polityki, kultury i tego, co dzisiaj znaczy pojęcie brytyjskość, jaką Fry przeprowadził z premierem Tonym Blairem.

## Publikacje
- The liar, 1993 (Blagier, przeł. Małgorzata Tyszowiecka, 2000)
- The hippopotamus, 1994 (Hipopotam, przeł. Przemysław Znaniecki, 1995)
- Making History, 1997
- Moab is my washpot: an autobiography, 2000
- The stars' tennis balls, 2000 (w Stanach Zjednoczonych pod zmienionym tytułem Revenge: A Novel)
- The ode less travelled: unlocking the poet within, 2005
- The Fry Chronicles, 2010

## Życie prywatne
Przez wiele lat ukrywał swoją orientację homoseksualną i fakt, iż cierpi na chorobę afektywną dwubiegunową.
W połowie lat 90. przeszedł poważne załamanie nerwowe, podczas którego rozważał m.in. popełnienie samobójstwa. Dopiero 11 lat później opowiedział publicznie o swoich kłopotach ze zdrowiem psychicznym. We wrześniu 2006 na antenie BBC Two pokazano film dokumentalny Stephen Fry: Sekretne życie z depresją maniakalną, w którym wspomina własne doświadczenia oraz rozmawia z innymi chorymi i specjalistami zajmującymi się leczeniem choroby.
Jest prezesem organizacji pozarządowej Mind, zajmującej się wspieraniem osób z problemami psychicznymi i kampaniami na rzecz zwiększania społecznej świadomości na temat chorób psychicznych.
Jego partnerem życiowym przez 15 lat był Daniel Cohen. W 2015 poślubił brytyjskiego komika, Elliotta Spencera.

## Kontrowersje
W październiku 2009 w wywiadzie dla programu Channel 4 News, mówiąc na temat listu otwartego przeciw sojuszowi brytyjskich Torysów i polskiego Prawa i Sprawiedliwości w Parlamencie Europejskim, zasugerował, że Polacy mieli współudział w zbrodni holocaustu oraz że obóz koncentracyjny Auschwitz-Birkenau został nieprzypadkowo wybudowany w okupowanej Polsce. Spotkało się to z bardzo ostrą reakcją m.in. Ambasady RP w Londynie, która w specjalnym oświadczeniu uznała tego rodzaju wypowiedzi za błędne i szkalujące. Kilka dni później w jednej z wiadomości opublikowanych w portalu Twitter Fry stwierdził, iż mógł wyrazić się lepiej i żywi do Polaków wyłącznie sympatię i szacunek. 19 października Fry zamieścił znacznie bardziej obszerne przeprosiny na swojej stronie internetowej. Uznał w nich, iż jego wypowiedź była idiotyczna, ignorancka i obraźliwa. Nazwał ją także śmieciowatą, tanią i obraźliwą uwagą, której od tamtej pory wciąż żałuję. Wyraził także żal, iż zabrakło mu rozumu, stylu, wdzięku i jaj, aby złożyć swoje oficjalne przeprosiny wcześniej, np. podczas wywiadu dla polskich mediów, o który był wielokrotnie proszony, lecz odmawiał.

## Nagrody i wyróżnienia
Fry jest laureatem licznych plebiscytów i nagród branżowych. W 2005 znalazł się wśród 50 najwybitniejszych brytyjskich komików w głosowaniu przeprowadzonym wśród osób związanych ze sztuką kabaretową. W 2006 był pierwszy w plebiscycie Najinteligentniejsza osobowość telewizyjna tygodnika Radio Times, szósty w plebiscycie BBC Żyjąca ikona oraz
dziewiąty w głosowaniu na największą gwiazdę telewizji.